# Луций Корнифиций
Луций Корнифиций (на латински: Lucius Cornificius) e политик на късната Римска република през 1 век пр.н.е.

## Биография
Той произлиза от плебейската фамилия Корнифиции (Cornificia) и е син на конника Луций Корнифиций.
Вероятно той е народен трибун през 43 пр.н.е. През 38 пр.н.е. Октавиан му дава да командва флота и той се бие в Сицилия против Секст Помпей. През 35 пр.н.е. е избран за консул.
Той строи храм на Диана.